# Wacław Hryniewicz (duchowny)
Wacław Antoni Hryniewicz OMI (ur. 23 lipca 1936 w Łomazach, zm. 26 maja 2020 w Lublińcu) – polski duchowny rzymskokatolicki, członek Zgromadzenia Misjonarzy Oblatów Maryi Niepokalanej (OMI), teolog i ekumenista, znany jako ekspert w dziedzinie teologii prawosławnej oraz głosiciel nadziei powszechnego zbawienia.

## Życiorys

### Formacja zakonna i kapłańska
- Śluby wieczyste - 1957
- Święcenia prezbiteratu - 26 czerwca 1960

### Wykształcenie
- 1960-1966 - studia w zakresie teologii dogmatycznej na KUL
- 1963 - magister teologii
- 1966 - doktor teologii
- 1974 - doktor habilitowany
- 1975 - docent
- 1984 - profesor nadzwyczajny
- 1992 - profesor zwyczajny

## Działalność naukowa
Po studiach teologicznych w latach 1968–1970 przebywał na stypendium badawczym w Louvain/Leuven, Paryżu, Londynie i Rzymie. 
Wacław Hryniewicz był kierownikiem Katedry Teologii Prawosławnej i wykładowcą KUL. Współtwórca Instytutu Ekumenicznego KUL (1983); 1983-1997 zastępca kierownika tegoż Instytutu, a od 1997 do 2005 dyrektor Instytutu. W 2008 przeszedł na emeryturę. Należał w latach 1980-2005 do Międzynarodowej Komisji Mieszanej ds. Dialogu Teologicznego między Kościołem rzymskokatolickim i Kościołem prawosławnym. Był stałym współpracownikiem Tygodnika Powszechnego i miesięcznika Znak. 
W swoich publikacjach i wystąpieniach skłaniał się ku teorii o tzw. "pustym piekle", a co za tym idzie nadziei powszechnego zbawienia. 

## Poglądy teologiczne
Obecnie toczą się dyskusje nad ortodoksyjnością niektórych tez Wacława Hryniewicza, zwłaszcza w zakresie poglądów na istnienie piekła oraz nadziei powszechnego zbawienia. Wielu katolickich teologów odrzuca je uznając, iż wchodzą one w obszar idei tzw. apokatastazy, będącej nie do pogodzenia z duchem nauki chrześcijańskiej. Z drugiej strony, Hryniewicz problem postawił wprost we wstępie do jednej ze swoich książek:

Przedmiotem naszych rozważań jest nadzieja powszechnego zbawienia. Powszechne zbawienie nie może być doktrynalnym pewnikiem. Powinno pozostać przede wszystkim sferą nadziei, duchowego zmagania i modlitwy. Nie opowiadam się za nauką o apokatastazie, rozumianej jako konieczność zbawienia powszechnego.

Wątpliwości w niektórych kręgach wzbudziło zakwestionowanie przez lubelskiego teologa wieczności piekła. W jego książkach refleksja ta pozostaje jednak w sferze pytań, przejętych od niektórych ze wschodnich ojców Kościoła, np. św. Izaaka Syryjczyka.

## Kontrowersje
Szerokie dyskusje w środowisku teologów katolickich wzbudził cykl jego książek poświęconych apokatastazie m.in. Nadzieja zbawienia dla wszystkich (1989), Dramat nadziei zbawienia (1996), Nad przepaściami wiary (2001), Chrześcijaństwo nadziei (2002), Nadzieja uczy inaczej (2003), Dlaczego głoszę nadzieję (2004),Bóg wszystkim we wszystkich. Ku eschatologii bez dualizmu (2005). Kroniką sporu wywołanego tezami ks. Hryniewicza jest książka Puste piekło? Spór wokół ks. Wacława Hryniewicza nadziei zbawienia dla wszystkich (2000, red. Józef Majewski), a także Nadzieja - możliwość czy pewność powszechnego zbawienia? (1992, red. S.C. Napiórkowski i K. Klauza). 
W 2008 opublikował na stronie internetowego czasopisma teologicznego Open Theology artykuł zatytułowany: „Zbawiciel jest polifoniczny” (tytuł zaczerpnięty od Klemensa Aleksandryjskiego) – o nadużyciach języka religijnego w ostatnim dokumencie Kongregacji Nauki Wiary. W artykule tym „zarzucił Kongregacji m.in., że jej rozumienie prawdy odbiega od koncepcji biblijnej; że interpretuje Sobór Watykański II „w duchu nauki przedsoborowej”; że posługuje się zbyt wąską koncepcją sukcesji apostolskiej; że – wbrew niektórym intuicjom Soboru – nie uznaje kościelności wyznań protestanckich; że ujawnia tendencje „doktrynerskie” i absolutyzuje stanowisko katolickie”. Zbulwersował on niektórych polskich katolików, którzy poinformowali o jego treści watykańską Kongregację Nauki Wiary, ta zaś zwróciła się z prośbą do generała zakonu oblatów ks. Wilhelma Stecklinga, aby ten uzyskał od W. Hryniewicza wyjaśnienie użytych sformułowań. Przełożony zakonu poprosił również o niekomentowanie kolejnych dokumentów Kongregacji, na co prof. Hryniewicz wyraził zgodę.
Poza oficjalnym biegiem sprawy niektórzy publicyści katoliccy np. na łamach czasopisma Fronda w oparciu o powyższy artykuł zarzucili o. Hryniewiczowi:
- wątpienie w możliwość istnienia i poznania prawdy,
- podważanie autorytetu Kościoła katolickiego i niezmienności dogmatów wiary,
- postrzeganie jedności Kościoła jako wspólnoty kościołów różnych wyznań,
- mylną interpretację tekstów Soboru Watykańskiego II,
- stawianie interpretacji teologa w sprawach wiary nad interpretację Kościoła,
- dążenie do ekumenizmu drogą ustępstw[5][6].

20 września 2008 EAI poinformowała, że ks. prof. Wacław Hryniewicz odrzucił żądanie watykańskiej Kongregacji Nauki Wiary nakazującej mu wycofanie z krytyki stosunku Stolicy Apostolskiej do innych wyznań chrześcijańskich. Jak się okazało, informacja ta była częściowo nieprawdziwa, gdyż dokonano w niej skrótów myślowych sugerujących, jakoby Kongregacja kontaktowała się bezpośrednio z prof. Hryniewiczem. Błędne było również twierdzenie, iż odmówił on pracy nad usunięciem nieporozumień.
Bp Józef Życiński ordynariusz archidiecezji lubelskiej stwierdził, że spór częściowo wynikł z powodu podtytułu dodanego przez redakcję kwartalnika „Open Theology” oraz nietrafnego tłumaczenia tekstu na język angielski.

### Linki do tekstów o kulisach sporu
- Józef Majewski - Historia pewnej ingerencji, Tygodnik Powszechny 23.09.2008, Artykuł dotyczący mylnej interpretacji działań Kongregacji
- Czy KAI manipuluje informacjami ws. Hryniewicza? Blog prywatny z szeregiem informacji
- Z „Tygodnika Powszechnego” usunięto artykuł o buncie ks. Hryniewicza Treść usuniętego artykułu
- „Tygodnik Powszechny” zdjął tekst Opis starań o przywrócenie tekstu i wyjaśnienia

## Publikacje książkowe
- Rola tradycji w interpretacji teologicznej: analiza współczesnych poglądów dogmatyczno-ekumenicznych, TNKUL, Lublin 1976
- Chrystus nasza Pascha: zarys chrześcijańskiej teologii paschalnej - tom 1, TNKUL, Lublin 1982
- Nasza Pascha z Chrystusem: zarys chrześcijańskiej teologii paschalnej - tom 2, TNKUL, Lublin 1987
- Nadzieja zbawienia dla wszystkich : od eschatologii lęku do eschatologii nadziei, Verbinum, Warszawa 1989
- Bóg naszej nadziei: szkice teologiczno-ekumeniczne - tom 1, Wydawnictwo Św. Krzyża, Opole 1989
- Pascha Chrystusa w dziejach człowieka i wszechświata: zarys chrześcijańskiej teologii paschalnej - tom 3, TNKUL, Lublin 1991
- Św. Cyryl Turowski (XII w.): Homilie paschalne. Przekład z języka cerkiewnosłowiańskiego i komentarz Wacław Hryniewicz OMI, Wydawnictwo Św. Krzyża, Opole 1992
- Kościoły siostrzane. Dialog katolicko-prawosławny 1980-1991, Verbinum, Warszawa 1993
- Staroruska teologia paschalna w świetle pism św. Cyryla Turowskiego, Verbinum, Warszawa 1993
- Chrystus zmartwychwstał. Motywy paschalne w pismach metropolity Iłariona (XI w.), Verbinum, Warszawa 1995
- Przeszłość zostawić Bogu : Unia i uniatyzm w perspektywie ekumenicznej, Wydawnictwo Św. Krzyża, Opole 1995
- Dramat nadziei zbawienia : medytacje eschatologiczne, Verbinum, Warszawa 1996
- Pedagogia nadziei. Medytacje o Bogu, Kościele i ekumenii, Verbinum, Warszawa 1997
- Hermeneutyka w dialogu: szkice teologiczno-ekumeniczne - tom 2, Wydawnictwo Św. Krzyża, Opole 1998
- Na drodze pojednania. Medytacje ekumeniczne, Verbinum, Warszawa 1998
- Nad przepaściami wiary (z Wacławem Hryniewiczem rozmawiają Elżbieta Adamiak i Józef Majewski), Znak, Kraków 2001
- Chrześcijaństwo nadziei: przyszłość wiary i duchowości chrześcijańskiej, Znak, Kraków 2002
- Nadzieja uczy inaczej: medytacje eschatologiczne, Verbinum, Warszawa 2003
- Kościół jest jeden: ekumeniczne nadzieje nowego stulecia, Znak, Kraków 2004
- Dlaczego głoszę nadzieję?, Verbinum, Warszawa 2004
- Bóg wszystkim we wszystkich: ku eschatologii bez dualizmu, Verbinum, Warszawa 2005[7]
- Teraz trwa nadzieja: u podstaw chrześcijańskiego uniwersalizmu, Verbinum, Warszawa 2006
- Nadzieja w dialogu: korespondencja z czytelnikami (1976-2006), Verbinum, Warszawa 2007
- The Challenge of Our Hope: Christian Faith in Dialogue, The Council for Research in Values and Philosophy, Washington 2007
- Abym nie utracił nikogo..., Verbinum, Warszawa 2008
- Świadkowie wielkiej nadziei, Verbinum, Warszawa 2009
- Nadzieja leczy: zamyślenia na każdą porę, Verbinum, Warszawa 2009
- Credo. Symbol naszej wiary (wraz z Karolem Karskim i Henrykiem Paprockim, Znak, Kraków 2009
- Mądrość nadziei, Verbinum, Warszawa 2010
- Ekumenia żyje nadzieją: medytacje ekumeniczne, Wydawnictwo Święty Wojciech, Poznań 2011
- Nadzieja grzesznych ludzi. Problem piekła we współczesnej filozofii religii, Verbinum, Warszawa 2011
- God's Spirit in the World: Ecumenical and Cultural Essays, The Council for Research in Values and Philosophy, Washington 2012
- Oczekuję życia w przyszłym świecie, Wydawnictwo Święty Wojciech, Poznań 2013
- The Spirit: The Cry of the World, The Council for Research in Values and Philosophy, Washington 2014
- Wiara rodzi się w dialogu, Wydawnictwo WAM, Kraków 2015
- Nadzieja woła głośniej niż lęk. Eseje wokół nauczania Jezusa historycznego, Wydawnictwo Charaktery, Kielce 2016
- Wiara w oczekiwaniu. Rozmawia Justyna Siemienowicz, Znak, Kraków 2016
- Mądrość serca. 18 rozmów o nadziei i miłosierdziu, Wydawnictwo WAM, Kraków 2016

## Członkostwo w korporacjach naukowych
- Towarzystwo Naukowe KUL (od 1983)
- European Society for Ecumenical Research Societas Oecumenica (od 1988)
- Instytut Europy Środkowo-Wschodniej w Lublinie (od 1992)

## Doktoratyhonoris causa
- Chrześcijańska Akademia Teologiczna w Warszawie (2009)[8]
- Uniwersytet Opolski (2014)[9]

## Nagrody
- Nagroda im. Jana Długosza (2004)
- Nagrody im. ks. Józefa Tischnera (2005)
- Medal świętego Jerzego[10] (2010)
- Medal „Zasłużony dla Tolerancji” nadany przez Fundację Ekumeniczną „Tolerancja” (2016)[11]